# Association des artistes lorrains
L'Association des artistes lorrains a été créée en 1892 à l'initiative de Charles Louis Gratia, pastelliste de renommée originaire de Rambervillers.

## Principaux membres fondateurs
L'association a rassemblé nombre d'artistes lorrains renommés, entre autres certains peintres de l'École de Nancy : Victor Prouvé, Jacques Majorelle, Émile Friant, les frères Léon et Jules Voirin, Étienne Cournault...
Plus près de nous, des artistes comme l'affichiste illustrateur Paul Doll, Jean Scherbeck, Léon Husson (1898-1983), Nicole Gauthier (1905-2001), Denise Romanini-Aragon, Simone Ramel, son fils Pierre Ramel (1927-1997) ou encore Gabrielle Bouffay et Bruno Altmayer ont appartenu à l'association. De plus, de nos jours, d'autres disciplines artistiques que la peinture ou la sculpture sont représentées, notamment le vitrail (Pierre Benoît, Georges Bassinot, Jacques Gruber) et la gravure (André Jacquemin, Raymond Simonin (1904-2001), Michel Jamar, Claude Weisbuch).
À ce jour, l'association compte environ quatre cents adhérents, dont les deux tiers sont sociétaires, c'est-à-dire ont participé à un minimum de trois salons. Les artistes se répartissent sur les quatre départements lorrains, avec néanmoins une ouverture sur les régions voisines.

## Siège de l'association
À l'origine, le siège social était situé rue des Dominicains, dans une brasserie ; les expositions se déroulaient habituellement aux galeries Poirel de Nancy.
Au cours de son histoire, l'Association des artistes lorrains s'est parfois déplacée en Lorraine pour présenter son salon annuel.
Actuellement son siège se situe au 101, avenue de Strasbourg à Nancy. Jusqu'en 2013 elle présentait généralement son salon annuel aux galeries Poirel. Pour son 121e salon en 2014, c'est le site Alstom, toujours à Nancy, qui a accueilli le salon annuel. 

## Activités
Le salon annuel se déroule maintenant à la fin du premier semestre, sur une période de deux semaines sur le site Alstom. Il est ouvert à tout artiste qui souhaite intégrer les Artistes Lorrains. Un jury décide au préalable des œuvres qui constitueront le salon, c'est-à-dire environ cinq cents réalisations émanant de deux cent cinquante artistes. Chaque exposition reçoit deux invités d'honneur - un peintre et un sculpteur - ayant des attaches de préférence en Lorraine. Les différentes techniques font l'objet de prix et de mentions spécifiques.
Outre leur salon, les Artistes lorrains participent à d'autres manifestations afin de faire découvrir l'art et de faire rayonner l'association. 
Dans les locaux dont elle dispose, au 101 avenue de Strasbourg à Nancy, l'association propose à ses membres des cours (Ateliers du 101) et des stages (Académie du 101) de dessin, peinture, sculpture, gravure, BD…  
Des conférences-débats sur l'art, aussi appelées "Café-pinceaux" sont offertes également aux adhérents. 
Enfin depuis octobre 2013, la Galerie du 101, située dans les mêmes locaux, présente 7 semaines durant les œuvres de deux artistes peintre et sculpteur.  
L'association s'est récemment ouverte aux nouvelles techniques d'expression artistique, en sus de ses activités plus traditionnelles.